# Râul Dorofei
Râul Dorofei este un curs de apă, afluent de dreapta al râului Vedea. Lungimea Dorofeiului, potrivit datelor oficiale publicate de Administrația Națională „Apele Române”, este de 36 km iar suprafața bazinului său hidrografic este de 219 km2.